# Werner Vreedzaam
Werner Vreedzaam was een Surinaams politicus. Hij werkte als hoofd Juridische Zaken op het ministerie voor Algemene en Buitenlandse Zaken en diende in 1987 tot 1988 als zaakgelastigde voor Suriname bij de Verenigde Naties. Van 1988 tot 1990 was hij minister voor Regionale Ontwikkeling.

## Biografie
Werner Vreedzaam was gehuwd met Harriette Joeroeja, bekend van NAKS en het nastreven van inheemse rechten. Hun dochter, Jennifer Vreedzaam, is sinds 2015 DNA-lid voor de NDP. In zijn vrije tijd was hij betrokken bij de damsport en secretaris-generaal van de Surinaamse Dambond.

### Topfunctionaris en diplomaat
Eind jaren 1970 was hij hoofd Juridische Zaken en Verdragen op het ministerie Algemene en Buitenlandse Zaken en hoorde hij tot de Surinaamse sectie die vanuit verschillende ministeries was samengesteld door premier Henck Arron voor een nieuw te vormen Surinaams-Braziliaanse commissie.
In 1977 maakte hij met Lucien Henar deel uit van de Surinaamse missie op de Algemene Vergadering van de Verenigde Naties toen Suriname het presidiaat voerde van de Latijns-Amerikaanse en Caraïbische landen. Tien jaar later, na de militaire jaren in Suriname, was hij de Surinaamse zaakgelastigde bij de Verenigde Naties. Begin maart 1988 stelde de VN-commissie voor de mensenrechten de 150 tot 200 burgerdoden ter discussie die tijdens militaire acties in de Binnenlandse Oorlog (1986-1992) waren gevallen. Vreedzaam erkende de burgerdoden en betreurde ze, maar noemde ze in één adem met de doden die waren gevallen onder de militairen. Het onderwerp kwam ter discussie naar aanleiding van het rapport van VN-gezant Amos Wako. Vreedzaam was marron van Saramaccaanse afkomst en de burgerdoden waren toen met name marrons. Op dat moment was hij al in beeld voor het nieuwe ministerschap van het binnenland, getiteld Regionale Ontwikkeling.

### Minister
De ministers van het kabinet-Shankar werden op 26 januari 1988 benoemd, op de minister voor Regionale Ontwikkeling na. Vreedzaam werd rond maart/april in deze functie benoemd op voordracht van de Nationale Partij Suriname (NPS). Eind april 1989 woonde hij in Asidonhopo de begrafenis bij van granman Agbago Aboikoni van de Saramaccaners. Landmachtcommandant Badrissein Sital was furieus vanwege een voorval na de tijd en eiste zijn aftreden. Vreedzaam had daar namelijk ook Ronnie Brunswijk van het Junglecommando ontmoet en diens boodschap aan de kapitein van Pokigron overgedragen dat zijn dorp zou worden bezet. De zondag erna werd het dorp inderdaad aangevallen, maar Vreedzaam had verzuimd de regering formeel op de hoogte te stellen.
In september 1989 kreeg hij te maken met drie gijzelingsacties door vijftien inheemse Tucajana Amazones. Het was een laatste druppel geweest voor de Tucajana's toen Vreedzaam het Bureau Indianenzaken had gesloten omdat hij vond dat de belangen van alle binnenlandbewoners gezamenlijk behartigd zouden moeten worden. Bij de gijzeling van een veerboot bij Coppenamepunt kwam een industrieel uit Nickerie om het leven en werden veertig voertuigen gekaapt. De Tucajana's vonden dat hen al jarenlang onrecht aan werd gedaan. Onder meer werd genoemd het vredesakkoord van Kourou tussen het regeringsleger en het Junglecommando bestaande uit marrons. Brunswijk dreigde twee weken later daarentegen dat wanneer de regering het vredesakkoord niet tot uitvoering bracht, hij een president voor Boskondre (het binnenland) zou installeren.
In 1989 gaf Vreedzaam de opdracht tot de verbouw van gebouwen naast de Centrale Markt in Paramaribo in een marronmarkt. Deze markt is in de volksmond bekend geworden als de Vreedzaammarkt. Ook is hij verantwoordelijk voor de oprichting van het Instituut voor Bestuursambtenaren in Suriname (IBAS), zoals het sinds 2009 heet. Hij bleef aan als minister tot 7 januari 1991.
Tijdens de verkiezingen van 1996 was hij voor de Algemene Bevrijdings- en Ontwikkelingspartij (ABOP) van Brunswijk verkiesbaar als lijsttrekker in Paramaribo op de lijst van Nieuw Front, maar ABOP behaalde toen nog geen zetels.

### Eerbetoon
Werner Vreedzaam werd op 24 november 1993 onderscheiden als commandeur in de Ereorde van de Gele Ster.
In de jaren 2000 werd de Werner Vreedzaam Excellence Award uitgereikt die zijn naam draagt.